# Ciocănitoare de grădină
Ciocănitoarea de grădină sau ciocănitoarea pestriță de grădină  (Dendrocopos syriacus) este o pasăre din familia picidelor (Picidae), de mărimea mierlei negre, de culoare tărcată, albă cu negru și roșu în regiunea subcaudală, cu ciocul cenușiu, dur, ascuțit, cu muchii longitudinale și picioare negre, degete și unghii puternice, pentru cățărat pe trunchiuri, masculul cu ceafa roșie; se hrănește cu diferite insecte, viermi, larve, pupe și ponte; în sezonul rece consumă și semințe tari sau boabe. Este întâlnită în mai ales în vecinătatea așezărilor omenești, în parcuri, pădurici, terenuri de cultură (livezi, grădini) cu arbori și arbuști, făcându-și cuibul în scorburi de copaci. În România, este prezentă tot timpul anului.

## Habitat
Ciocănitoarea de grădină este răspândită îndeosebi în ținuturile joase, între Europa de Sud-Est și Iran. În ultimii ani, a fost observată și la nord de ariile sale obișnuite, în Ucraina sau Polonia. Specia favorizează zonele împădurite, zonele cultivate cu arbori sau arbuști și parcurile amenajate, depinzând de copacii bătrâni atât pentru hrană cât și pentru amenajarea cuiburilor. În pofida penajului relativ strigător, este de multe ori dificil de observat.

## Hrana
Se hrănește cu diverse insecte (musculițe, gândaci) dar și cu semințe de flori și fructe de pădure. Pentru că ea se hrănește cu insecte, oamenii o numesc doctorul pădurilor.

## Reproducerea
Femela depune în mod obișnuit 4-6 ouă albe, în luna mai. Incubația durează în jur de 10-14 zile și este asigurată de către ambii părinți. Puii sunt îngrijiți de ambii părinți și devin zburători la 22-25 de zile. Rămân în preajma părinților pentru încă aproximativ 30 de zile.

## Populație
Populația europeană este relativ mare, cuprinsă între 350.000-1.100.000 de perechi. Un declin moderat a fost observat între 1970-1990. Deși un anume declin a fost observat în unele țări și în perioada 1990-2000, populația s-a menținut stabilă. În România, populația estimată este de 15.000-20.000 de perechi. Populații mai mari se înregistrează numai în Rusia.